# Tanguy de La Forest
Tanguy de La Forest est un athlète français, spécialiste de para tir sportif, né à Rennes le 21 avril 1978. Il est champion du monde et champion paralympique.

## Vie privée
Tanguy de La Forest est le petit-fils du sénateur Louis de La Forest. Il découvre le tir très jeune, lors de kermesse, avant de se lancer dans le tir sportif. 
Il est atteint d'une maladie neuromusculaire, l’amyotrophie spinale infantile. 
Professionnellement, Tanguy de La Forest a créé un cabinet de recrutement « Défi RH », en 2006, spécialisé dans le recrutement de travailleurs handicapés.
Il est marié à l'athlète paralympique en tir sportif Gaëlle Edon.

## Carrière sportive
Membre de l'équipe paralympique de France de tir, depuis 1998, il participe à ses premiers Jeux paralympiques à Athènes en 2004, où il termine 12e de la compétition. 
En 2014, il remporte la médaille de bronze aux championnats du monde de para tir. Il remporte 2 médailles d'or aux championnats du monde de 2022 à Al-Aïn (Émirats arabes unis) ainsi que 2 médailles d'or et une médaille de bronze aux championnats du monde de 2023 à Lima (Pérou).
Le 30 août 2024, pour sa sixième participation aux Jeux paralympiques, il remporte la médaille d'argent en carabine à 10 m air comprimé debout SH2 mixte aux Jeux paralympiques de Paris. Le surlendemain, il est sacré champion paralympique en carabine à 10 m air comprimé couché SH2 mixte.
Il est nommé porte-drapeau de la délégation française pour la cérémonie de clôture des Jeux paralympiques en compagnie de la joueuse de boccia Aurélie Aubert.

## Palmarès handisport

### Jeux paralympiques
- Jeux paralympiques d'été de 2024 à Paris  France
  -  Médaille d'or à la carabine à 10 m air comprimé couché SH2
  -  Médaille d'argent à la carabine à 10 m air comprimé debout SH2

### Championnats du monde
- Championnats du monde de 2022 à Al-Aïn  Émirats arabes unis
  -  Médaille d'or à la carabine à air comprimé mixte 10 m debout SH2
  -  Médaille d'or à la carabine mixte 50 m couché SH2

- Championnats du monde de 2023 à Lima  Pérou
  -  Médaille d'or au pistolet à air comprimé par équipes 10 m SH1
  -  Médaille de bronze au pistolet 50 m SH1

## Distinctions

### Décorations
Chevalier de la Légion d'honneur (décret du 23 septembre 2024)